# Claus-Dieter Wollitz
Claus-Dieter „Pele“ [ˈpeːlə] Wollitz (* 19. Juli 1965 in Brakel) ist ein deutscher Fußballtrainer und ehemaliger Fußballspieler. Er ist seit der Saison 2021/22 zum dritten Mal Cheftrainer von Energie Cottbus.

## Spielerkarriere
Der offensive Mittelfeldspieler Wollitz (Spitzname „Pele“) begann in seinem Geburtsort bei der SpVg Brakel mit dem Fußballspielen. 1987 wechselte er in die Bundesliga zum FC Schalke 04, der damals von Rolf Schafstall trainiert wurde. Dort gelang ihm der Sprung in die Stammformation. Am Ende der Saison stieg er mit der Mannschaft als Tabellenletzter in die 2. Bundesliga ab.
Wollitz wechselte daraufhin zu Bayer 04 Leverkusen. Hier wurde er sowohl unter Trainer Rinus Michels als auch unter dem im Verlauf der Saison neu angestellten Chefcoach Jürgen Gelsdorf nur unregelmäßig aufgestellt.
Er unterschrieb ein Jahr später einen Vertrag beim VfL Osnabrück, der in der 2. Bundesliga spielte; der VfL zahlte dafür die bis dahin höchste Ablösesumme seiner Vereinsgeschichte. In seiner Rolle als Spielmacher und Freistoßspezialist entwickelte sich Wollitz in seinen insgesamt vier Jahren zum Publikumsliebling. Am Ende der ersten beiden Saisons hielt er mit seiner Mannschaft jeweils die Klasse, Wollitz erzielte oft spielentscheidende Tore. Im Jahr 1993 stieg der VfL Osnabrück ab; Wollitz sorgte durch anschließend früh geäußerte Abwanderungsgedanken für Unmut bei Trainer Hubert Hüring.
Wollitz wechselte 1993 innerhalb der 2. Liga zu Hertha BSC, bei der er die offensive Position als Nachfolger von Mario Basler, der zu Werder Bremen gewechselt war, besetzte. Den Erwartungen konnte er nicht gerecht werden. Nach einer Saison in Berlin nahm er die Offerte des aufstrebenden VfL Wolfsburg – damals ebenfalls in der 2. Bundesliga – an. Mit seiner Mannschaft verpasste er in der Saison 1994/95 nur knapp den Aufstieg in die Bundesliga. Er spielte auch das Finale im DFB-Pokal 1995, das man gegen Borussia Mönchengladbach verlor.
Seine sechste Profistation war der Bundesligist 1. FC Kaiserslautern, bei dem er sich auf Anhieb in die Mannschaft integrierte. Er gewann mit dem Verein den DFB-Pokal 1996, stieg aber am Ende der Saison in die 2. Bundesliga ab. 1996 wechselte er zum Zweitligisten KFC Uerdingen 05. In Uerdingen begegnete er seinem früheren Trainer Jürgen Gelsdorf wieder und entwickelte sich mit insgesamt 18 Toren in zwei Jahren zu einem der besten Spieler der 2. Bundesliga. Der 1. FC Köln, der gerade erstmals aus der Bundesliga abgestiegen war, verpflichtete Wollitz zur Saison 1998/99. In seiner ersten Saison kam Wollitz häufig zum Einsatz, verletzte sich aber später. Nachdem er mit seiner Mannschaft wieder in die 1. Liga aufgestiegen war, kam er dort zu zwei Einsätzen in der 1. Liga.
In dieser Phase entschloss sich Wollitz, seine Karriere als Fußballprofi in naher Zukunft zu beenden und ins Trainerfach zu wechseln. Ende 2000 erwarb er dafür die A-Lizenz, im Sommer 2001 verließ er schließlich den 1. FC Köln.
Im Herbst 2001 spielte er kurzzeitig beim Niedersachsenligisten TuS Lingen, um dann im Alter von 36 Jahren seine Karriere zu beenden.

## Trainerkarriere

### KFC Uerdingen
Seine Karriere als Trainer begann Wollitz im Jahr 2002 beim Regionalligisten KFC Uerdingen 05, für den er bereits als Spieler aktiv gewesen war. Nach zwei Spielzeiten und jeweils einem Platz im Tabellenmittelfeld am Saisonende wechselte Wollitz zur Saison 2004/05 zum VfL Osnabrück, bei dem er ebenfalls früher gespielt hatte.

### VfL Osnabrück
Unter Wollitz gelang dem VfL Osnabrück am letzten Spieltag der Saison 2006/07 als Tabellenzweiter der Regionalliga Nord der Aufstieg in die 2. Fußball-Bundesliga.
2007 absolvierte er einen Trainerlehrgang, der ihn nach den Richtlinien des DFB zum staatlich anerkannten Fußball-Lehrer im Profifußball qualifizierte. Er schloss diesen Lehrgang im Dezember 2007 als Zweitbester ab.
2008 hielt er mit dem VfL Osnabrück in der 2. Bundesliga die Klasse und schloss als Zwölfter die Saison ab. 2009 stieg der Verein unter Wollitz nach Relegationsspielen gegen den SC Paderborn in die 3. Liga ab. Nach der Saison wurde bekannt, dass Spieler des VfL Osnabrück in den Fußball-Wettskandal 2009 verwickelt waren.

### Energie Cottbus
Im Juni 2009 wechselte Wollitz zusammen mit seinem Assistenten und Co-Trainer Markus Feldhoff zum FC Energie Cottbus, der gerade aus der Bundesliga abgestiegen war. Der direkte Wiederaufstieg gelang Wollitz nach einer durchschnittlichen Saison nicht. In der Folgesaison stand Cottbus zum Ende der Hinrunde auf dem dritten Platz und spielte phasenweise um den Aufstieg mit. Im Januar 2011 verlängerte Wollitz seinen Vertrag bis 2013. In der Rückrunde verlor seine Mannschaft den Kontakt zu den Spitzenrängen, ein Aufstiegsplatz wurde am Ende deutlich verfehlt. Seine Mannschaft erreichte im DFB-Pokal das Halbfinale, welches sie gegen den MSV Duisburg mit 1:2 verlor. Es folgte eine sportlich durchwachsene Hinrunde in der Saison 2011/2012, worauf sich Energie Cottbus und Wollitz in gegenseitigem Einvernehmen trennten. Damit entsprach der Verein der Bitte um Freistellung von Wollitz, der persönliche, sportliche und familiäre Gründe nannte.

### Rückkehr zum VfL Osnabrück
Zum 1. Januar 2012 kehrte er als Cheftrainer zum VfL Osnabrück zurück, der seit 2011 in der 3. Liga spielte. Er unterschrieb einen Dreieinhalbjahresvertrag bis zum 30. Juni 2015. Am 1. Juli 2012 wurde er zusätzlich Sportdirektor. Unter Wollitz spielte der VfL eine gute Saison und blieb bis zum Schluss im Rennen um den dritten Platz, der die Relegation bedeutet hätte.
Am 11. Mai 2013, unmittelbar nach einer Niederlage im vorletzten Saisonspiel gegen Arminia Bielefeld, erklärte Wollitz auf einer Pressekonferenz seinen Rücktritt als Sportdirektor und Trainer zum 30. Juni 2013. Der Rücktritt wurde von der Öffentlichkeit mit Verwunderung aufgenommen, zumal der VfL drei der letzten vier Spiele gewonnen und gute Aussichten hatte, den Relegationsplatz zu erreichen. Als Rücktrittsgrund gab Wollitz fehlendes Vertrauen im Vereinsumfeld in seine Arbeit an; zudem habe es Veränderungen im Verein gegeben, mit denen er sich nicht identifizieren könne. Nach der Rückkehr aus Bielefeld hielt er eine emotionale Wutrede vor einigen Fans, in der er unter anderem den Vereinsvorstand kritisierte. Die Rede gelangte ins Internet, wenig später wurde das Video in den Medien weiterverbreitet und unter anderem im ZDF-Morgenmagazin ausgestrahlt. Nur wenig später wurde Wollitz vorzeitig beurlaubt. Als Begründung gab der Verein die öffentliche Bekanntgabe seines bevorstehenden Rücktritts sowie die geäußerte Kritik an der Vereinsführung auf der Pressekonferenz an. In einer Abschiedsansprache an seine Spieler und das Trainerteam entschuldigte sich Wollitz später für seine Wutrede. Es war von einem emotionalen Moment die Rede.
Der bisherige Co-Trainer Alexander Ukrow übernahm den Trainerposten für den Rest der Saison. Der VfL gewann das letzte Saisonspiel gegen Alemannia Aachen und erreichte die Relegation, scheiterte dort jedoch an Dynamo Dresden.

### FC Viktoria Köln
Für die Saison 2013/14 verpflichtete der in der Regionalliga West spielende FC Viktoria Köln Wollitz als neuen Cheftrainer. In dieser Saison wurde der 4. Platz erreicht. Außerdem gewann die Viktoria den Mittelrheinpokal und qualifizierte sich so für den DFB-Pokal 2014/15. Die nachfolgende Saison verlief weniger gut, nach mehreren Niederlagen trennte sich der Verein am 6. Dezember 2014 von ihm.

### Rückkehr zu Energie Cottbus

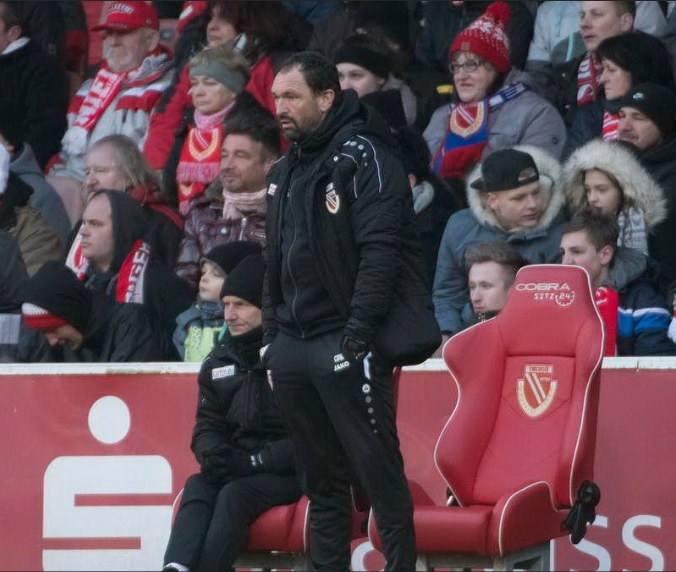
Wollitz als Trainer von Energie Cottbus (2018)

Am 12. April 2016 kehrte Wollitz zum FC Energie Cottbus zurück, den er vor dem Abstieg aus der 3. Liga bewahren sollte. Er trat die Nachfolge von Vasile Miriuță an. Die Rettung gelang nicht und nach dem Abstieg in die Regionalliga Nordost erfolgte zwei Jahre später der Wiederaufstieg als Meister, 2018/19 jedoch der unmittelbare Wiederabstieg. Innerhalb der Winterpause der Folgesaison gab der Regionalligist die einvernehmliche Trennung von Wollitz zum 1. Januar 2020 bekannt. Der FC Energie war als Tabellenführer in die Pause gegangen.

### 1. FC Magdeburg
Zum 1. Januar 2020 übernahm Wollitz den Posten des Cheftrainers beim Drittligisten 1. FC Magdeburg, wo er die Nachfolge von Stefan Krämer antrat. Nach nur zehn Punkten aus elf Pflichtspielen wurde er nach dem 31. Spieltag der Saison 2019/20 beim Tabellenvierzehnten freigestellt. Mit den Bördestädtern hatte er außerdem das wegen der Corona-Pandemie nicht mehr ausgetragene Halbfinale des Landespokals erreicht. Der FCM wurde später als Vertreter Sachsen-Anhalts im DFB-Pokal 2020/21 gemeldet.

### Erneute Rückkehr zu Energie Cottbus
Am 18. Mai 2021 wurde Wollitz bei einer Pressekonferenz offiziell als neuer Trainer für die Saison 2021/22 vorgestellt. Damit trat er, nach 2009 bis 2011 und 2016 bis 2019, zum dritten Mal das Traineramt bei den Lausitzern an. In der Saison 2023/24 gelang als Meister der Aufstieg in die 3. Liga. Im Mai 2024 gab der Verein zunächst bekannt, das Wollitz nach der Saison 2024/25 als Trainer aufhören und die Funktion des Sportdirektors übernehmen soll. Entgegen dieser Ankündigung wurde sein Trainervertrag im März 2025 dennoch um ein weiteres Jahr verlängert.

## Erfolge

### Als Spieler
- Deutscher Pokalsieger: 1996 (1. FC Kaiserslautern)
- Deutscher Zweitligameister und Aufstieg in die Bundesliga: 2000 (1. FC Köln)

### Als Trainer
- Aufstieg in die 2. Bundesliga: 2007 (VfL Osnabrück)
- Aufstieg in die 3. Liga (2): 2018, 2024 (beide Energie Cottbus)
- Meister der Regionalliga Nordost (3): 2018, 2023, 2024 (alle Energie Cottbus)
- Brandenburgischer Landespokalsieger (5): 2017, 2018, 2022, 2023, 2024 (alle Energie Cottbus)
- Niedersachsenpokalsieger: 2005 (VfL Osnabrück)
- Mittelrheinpokalsieger: 2014 (FC Viktoria Köln)

## Sonstiges
Wollitz war verheiratet und hat drei Töchter. Sein vier Jahre älterer Bruder Michael war ebenfalls Fußballprofi. Seinen Spitznamen „Pele“, in Anlehnung an den berühmten brasilianischen Fußballspieler Pelé, bekam er nach eigenen Angaben bereits mit fünf Jahren.
Als Trainer ist Wollitz in der Öffentlichkeit für seinen leidenschaftlichen und emotionalen Führungsstil, aber auch für seine häufigen Wutausbrüche bekannt. In den Medien wird er einerseits als „Kult-Trainer“ bezeichnet, andererseits als cholerisch charakterisiert. Ein ehemaliger Spieler bescheinigte ihm, viel in die Mannschaft zu investieren, der damalige Präsident von Energie Cottbus bezeichnete ihn nach seiner Verpflichtung als authentisch und mitreißend. Seinen Spielern lässt er nach eigenen Angaben viel Freiraum, er fordere im Gegenzug jedoch ein ordentliches Benehmen.
Nach Wutausbrüchen wurde er in der Drittliga-Saison 2012/13 dreimal vom jeweiligen Schiedsrichter auf die Tribüne verwiesen.
Während der ordentlichen Mitgliederversammlung des FC Energie Cottbus am 11. Oktober 2024 erhielt Wollitz die Ehrennadel in Gold des Vereins.